# Amós Meucci
Amós Meucci (Laranjal Paulista, 27 de outubro de 1913 - Barueri, 9 de abril de 1977) foi um político brasileiro, que governou o município de Carapicuíba de 1969 a 1972.

## Biografia
Nascido em Laranjal Paulista, filho de Domingues Meucci e Annunciata Bastiano Meucci, foi técnico de laboratório do Departamento de Estradas de Rodagem.
Foi vereador na ª legislatura de Barueri, e foi vice-prefeito de Antonio Faustino dos Santos.  Defendeu a emancipação de Carapicuíba.
Já na prefeitura, inaugurou o Cemitério Cidade Aristón e o Departamento de Transportes.

## Prisões e espancamento
Investigado pelo Departamento Estadual de Ordem Política e Social de São Paulo desde 1963, Amós Meucci foi preso por cinco vezes entre 1963 e 1976. Após o Golpe de Estado no Brasil em 1964, Meucci passou a ser perseguido em Carapicuíba por um grupo de políticos ligados à Arena, liderado pelo prefeito João Acácio de Almeida. Almeida acusou Meucci (e seus auxiliares na prefeitura Fernando Sales Pizarro e Esmael Ferreira Pinto, todos do MDB) de corrupção e peculato. Durante sua última prisão, em maio de 1976, Meucci e seu filho Bruno acabaram espancados em público pelo delegado de polícia de Barueri Walter Gatti e seus auxiliares. Posteriormente o processo acabou arquivado por falta de provas e Meucci inocentado.